# 尹元衡
尹元衡（いんげんこう、윤원형、ユン・ウォニョン、1509年 - 1565年11月18日）は、李氏朝鮮の文臣・外戚。字は「彦平」。本貫は坡平尹氏。

## 生涯
姉が中宗の3番目の王妃文定王后になったことで、権力を握る（小尹派）。本家出身の中宗の第二王后章敬王后の兄の尹任（大尹派）と対立し、甥の明宗が即位した嘉靖24年（1545年）に乙巳士禍を起こして尹任を処刑に追い込み専権を振るった。嘉靖44年（1565年）に文定王后が65歳（数え年）で崩御すると即時失脚し、司憲府・司諫院・弘文館の弾劾を受けて隠居地で自殺した。

## 尹元衡が登場する作品
テレビドラマ
- 『女人天下』（2001年 - 2002年 SBS、演：イ・ドックァ） - ただし、作中では文定王后の2番目の兄として設定
- 『天命』（2013年 KBS、演：キム・ジョンギュン（朝鮮語版））
- 『オクニョ 運命の女』（2016年4月 - 9月 MBC、演：チョン・ジュノ）
- 『朝鮮生存記（朝鮮語版）』（2019年TV朝鮮、演：ハン・ジェソク（朝鮮語版））